# Буржовил
Буржовил (фр. Bourgeauville) насеље је и општина у северној Француској у региону Доња Нормандија, у департману Калвадос која припада префектури Лисје.
По подацима из 2011. године у општини је живело 127 становника, а густина насељености је износила 20,65 становника/km². Општина се простире на површини од 6,15 km². Налази се на средњој надморској висини од 120 метара (максималној 148 m, а минималној 68 m).

## Демографија
| 1962. | 1968. | 1975. | 1982. | 1990. | 1999. | 2011. |
| ----- | ----- | ----- | ----- | ----- | ----- | ----- |
| 135   | 147   | 113   | 123   | 144   | 150   | 127   |

График промене броја становника у току последњих година